# Volby do Ruského ústavodárného shromáždění 1917
Volby do Ruského ústavodárného shromáždění se konaly 12. listopadujul./ 25. listopadu 1917greg.. Jejich účelem bylo zvolit Ústavodárné shromáždění, které mělo dát zemi ústavu po svržení carství.

## Volební systém
Za účelem voleb bylo zřízeno 81 volebních obvodů. Jejich hranice vycházely z předrevolučních gubernií a kromě toho existovaly volební obvody pro různé armádní skupiny a flotily. Byl zde také jeden volební obvod určený pro pracovníky na Čínské východní železnici a jeden volební obvod pro vojáky ruského expedičního sboru ve Francii a na Balkáně (s asi 20 000 voliči).

## Hlasování
Hlasování bylo stanoveno na 25. listopadu, v některých oblastech však začalo již 12. listopadu a naopak některých odlehlých místech se konalo až na začátku ledna 1918.
| Strana                                     | Lídr                | Volební obvod lídra | Výsledky   | Výsledky | Výsledky |
| Strana                                     | Lídr                | Volební obvod lídra | Hlasů      | %        | Mandátů  |
| ------------------------------------------ | ------------------- | ------------------- | ---------- | -------- | -------- |
| Eseři                                      | Viktor Černov       | Tambov              | 17 256 911 | 37,61    | 324      |
| Bolševici                                  | Vladimír Lenin      | Baltská flotila     | 10 671 287 | 23,25    | 183      |
| Ukrajinská strana socialistů-revolucionářů | Mychajlo Hruševskyj | Kyjev               | 5 819 395  | 12,68    | 110      |
| Kadeti                                     | Pavel Miljukov      | Petrohrad           | 2 100 262  | 4,57     | 16       |
| Menševici                                  | Julij Martov        | nekandidoval        | 1 385 500  | 3,01     | 18       |
| Kozáci                                     | Alexej Kaledin      | Rostovská oblast    | 908 326    | 1,97     | 17       |
| Ostatní                                    | Ostatní             | Ostatní             | 7 737 700  | 16,91    | 99       |
| Celkem                                     | Celkem              | Celkem              | 45879381   | 100      | 767      |

## Galerie

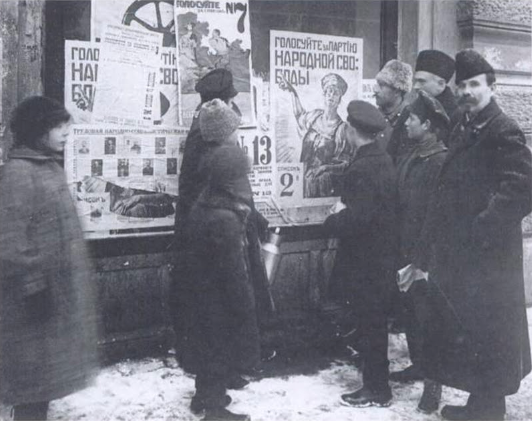
Předvolební plakáty v ulicích Petrohradu
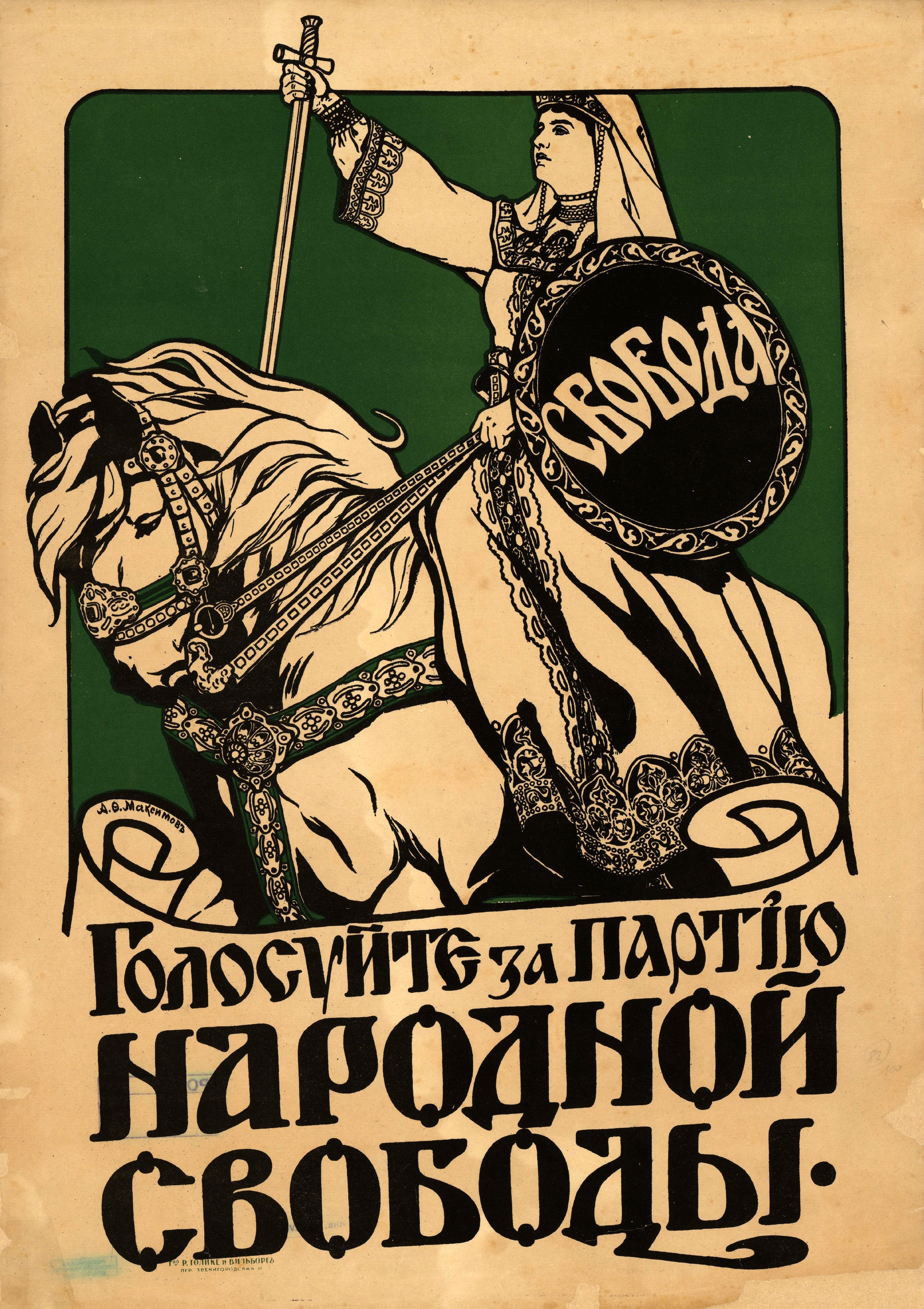
Plakát Kadetů
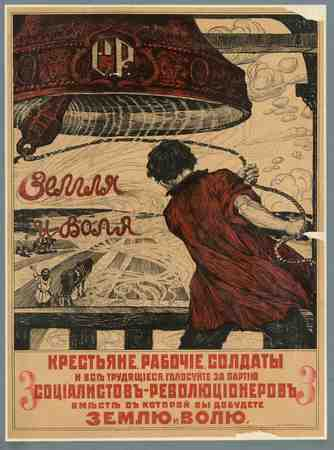
Plakát Eserů
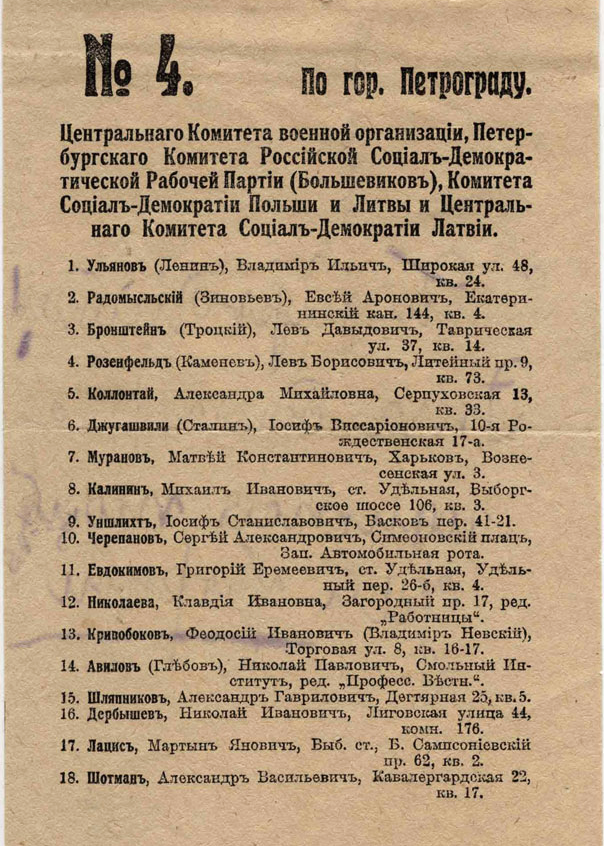
Kandidátní listina Bolševiků
Rozložení sil ve zvoleném shromáždění